# Cratere Kaiser (Marte)
Kaiser  è un cratere sulla superficie di Marte.
Il cratere è dedicato all'astronomo olandese Frederik Kaiser.